# La Chapelle-Bertin
La Chapelle-Bertin är en kommun i departementet Haute-Loire i regionen Auvergne-Rhône-Alpes i centrala Frankrike. Kommunen ligger i kantonen Allègre som tillhör arrondissementet Le Puy-en-Velay. År 2022 hade La Chapelle-Bertin 50 invånare.

## Befolkningsutveckling
Antalet invånare i kommunen La Chapelle-Bertin
| Referens: INSEE |